# Philípphê Chu Thanh Vân
Philípphê Chu Thanh Vân hoặc Gioan Chu Thanh Vân (1911 - 1986?), tiếng Trung:周青云, tiếng Anh:Philip Zhou Qingyun) là một giám mục bí mật của Giáo hội Công giáo Rôma tại Trung Quốc. Ông từng đảm nhận việc điều hành Giáo phận Vĩnh Niên. Tư liệu về Giám mục Vân rất ít ỏi, ngoài năm sinh thì được biết ông được tấn phong giám mục năm 1960.
Ông có thể đã qua đời tháng 10 năm 1986, với chức vị thường được biết đến là linh mục.